# June Kenney
Pour les articles homonymes, voir Kenney.
June Claire Sebastian  née June Kenney le 6 juillet 1933, morte le 25 juin 2021, est une actrice américaine.

## Biographie
Née à Boston au Massachusetts, elle est la fille unique d'un plombier d'ascendance irlandaise et d'une femme au foyer d'ascendance franco-canadienne. Elle vit à Malden (Massachusetts) durant son enfance. Elle commence à chanter et à danser à l'âge de quatre ans. Elle fait ses débuts à la télévision en 1954 dans des épisodes de The Loretta Young Show et Public Defender. Elle obtient son premier rôle dans un court métrage cette même année. Elle continue à jouer des seconds rôles, et apparait dans des publicités télévisées durant les années 1950. En 1957 elle tient le rôle de Tina dans Sorority Girl et le rôle d'Asmild dans The Saga of the Viking Women and Their Voyage to the Waters of the Great Sea Serpent, dans lequel elle remplace au dernier moment la sœur d'Abby Dalton qui avait fait une chute de cheval,. En 1958 elle donne la réplique à Dick Bakalyan dans Hot Car Girl, dont elle fait la promotion lors d'une tournée au Texas. Elle obtient le rôle principal féminin dans deux films d'horreur, Attack of the Puppet People et Earth vs. the Spider. Elle est par la suite victime de la diminution des productions de film de série B, en raison de la montée en audience de la télévision.

## Filmographie
- 1954 : City Story
- 1957 : Teenage Doll
- 1957 : Sorority Girl

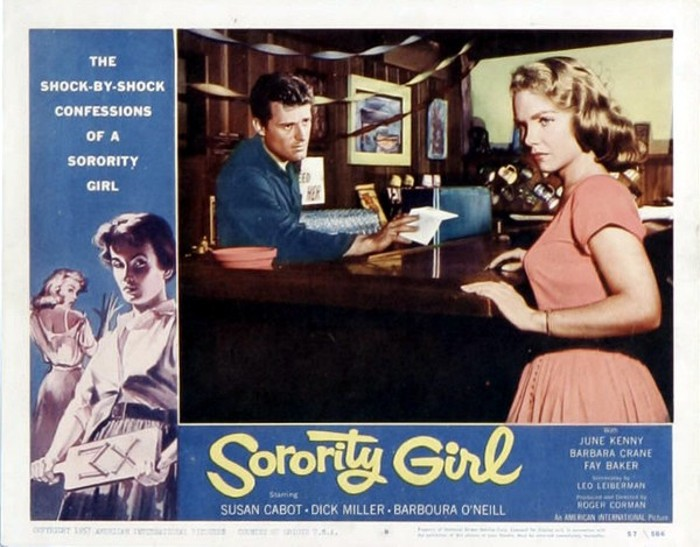
Sorority Girl, 1957.

- 1957 : The Saga of the Viking Women and Their Voyage to the Waters of the Great Sea Serpent
- 1958 : Attack of the Puppet People
- 1958 : Earth vs. the Spider
- 1958 : Hot Car Girl
- 1961 : The Ladies Man
- 1961 : Bloodlust!
- 1961 : The Cat Burglar
- 1962 : The Music Man